# Stefano Postiglione
Stefano Postiglione (né le 7 décembre 1960 à Naples) est un joueur de water-polo italien, vice-champion du monde en 1986 à Madrid.